# Сан-Лаццаро-ді-Савена
Сан-Лаццаро-ді-Савена (італ. San Lazzaro di Savena) — муніципалітет в Італії, у регіоні Емілія-Романья,  метрополійне місто Болонья.
Сан-Лаццаро-ді-Савена розташований на відстані близько 300 км на північ від Рима, 6 км на південний схід від Болоньї.
Населення — 31 980 осіб (2014).
Щорічний фестиваль відбувається 17 грудня. Покровитель — San Lazzaro.

## Демографія
Населення за роками:

Станом на 1 січня 2023 року в муніципалітеті офіційно проживало 2755 іноземців з 99 країн, серед них 863 громадяни країн Євросоюзу та 221 громадянин України.

## Сусідні муніципалітети
- Болонья
- Кастеназо
- Оццано-делл'Емілія
- П'яноро